# 정보경찰

## 개요
정보경찰은 공공의 안녕과 질서 유지를 비롯해 국가의 안전을 침해하는 개인이나 단체 등의 불법행위를 예방 및 수사하는 경찰을 말한다.
즉, 자국의 국체에 대한 안전보장과 사회공공의 질서를 유지하기 위하여 헌정의 부정, 소요, 폭동, 국체의 부인·파괴·변혁 등의 일체의 불법적이고 불순한 요소를 제거하기 위한 경찰활동이다. 정보경찰은 국가의 안전과 사회공공의 질서유지를 그 목적으로 하는 점에서, 사회의 안녕과 국민의 생명·재산의 보호를 목적으로 하는 일반경찰작용보다 차원이 높다. 따라서 정보경찰은 보다 국가적 차원에서 국민을 보호하는 깊은 배려와 충성심이 있어야 하는 것이며 그에 따른 사후적 결과책임을 져야 하는 중대한 사명의식을 가져야 하는 경찰인 것이다.

## 정의
정보경찰은 공공의 안녕과 질서에 대한 위험 또는 경찰위반의 상태를 제거하기 위한 경찰활동을 위하여 그 전제가 되는 치안정보 또는 그 배경이 되는 정치, 경제, 사회, 문화 등의 일반적 정보 등을 수집·분석·작성·배포하며, 경찰청과 그 소속기관 직제에 따르면 경찰공무원이 담당하는 정보업무는 다음과 같다.
제14조(치안정보국) ③ 국장은 다음 사항을 분장한다. 1. 공공안녕에 대한 위험의 예방과 대응을 위한 정보업무 기획ㆍ지도 및 조정 2. 국민안전과 국가안보를 저해하는 위험 요인에 관한 정보활동 3. 국가중요시설 및 주요 인사의 안전ㆍ보호에 관한 정보활동 4. 집회ㆍ시위 등 공공갈등과 다중운집에 따른 질서 및 안전 유지에 관한 정보활동 5. 국민의 생명ㆍ신체의 안전이나 재산의 보호 등 생활의 평온과 관련된 정책에 관한 정보활동 6. 국가기관ㆍ지방자치단체ㆍ공공기관의 장이 요청한 신원조사 및 사실확인에 관한 정보활동 7. 외사정보의 수집ㆍ분석 및 관리 등 외사정보활동 8. 그 밖에 범죄ㆍ재난ㆍ공공갈등 등 공공안녕에 대한 위험의 예방과 대응을 위한 정보활동으로서 제2호부터 제7호까지에 준하는 정보활동
제19조(수사국)  ② 국장은 다음 사항을 분장한다. 1. 부패범죄, 공공범죄, 경제범죄 및 금융범죄에 관한 수사 지휘ㆍ감독 2. 제1호의 범죄 수사에 관한 기획, 정책ㆍ수사지침 수립ㆍ연구ㆍ분석 및 수사기법 개발 3. 제1호의 범죄에 대한 통계 및 수사자료 분석 4. 국가수사본부장이 지정하는 중요 범죄에 대한 정보수집 및 수사 5. 중요 범죄정보의 수집 및 분석에 관한 사항 6. 사이버공간에서의 범죄(이하 “사이버범죄”라 한다) 정보의 수집ㆍ분석 7. 사이버범죄 신고ㆍ상담 8. 사이버범죄 예방에 관한 사항 9. 사이버범죄 수사에 관한 사항 10. 사이버수사에 관한 기법 연구 11. 사이버수사 관련 국제공조에 관한 사항 12. 디지털포렌식에 관한 사항 
제22조(안보수사국) ③ 국장은 다음 사항을 분장한다. 1. 안보수사경찰업무에 관한 기획 및 교육 2. 보안관찰 및 경호안전대책 업무에 관한 사항 3. 북한이탈주민 신변보호 4. 국가안보와 국익에 반하는 범죄에 대한 수사의 지휘ㆍ감독 5. 안보범죄정보 및 보안정보의 수집ㆍ분석 및 관리 6. 국내외 유관기관과의 안보범죄정보 협력에 관한 사항 7. 남북교류와 관련되는 안보수사경찰업무 8. 국가안보와 국익에 반하는 중요 범죄에 대한 수사 9. 외사보안업무의 지도ㆍ조정 10. 공항 및 항만의 안보활동에 관한 계획 및 지도

## 특징
일반경찰과 상대적으로 볼 때 그 차원의 정도와 가치의 비중에 있어서 크게 구별되는 업무상의 특징을 말한다. 대별하여 성질상의 특징과 수단상의 특징으로 나누어 볼 수 있다.
① 성질상의 특징
1) 목적: 일반경찰이 국민의 생명·신체·재산의 보호를 제1차적 목적으로 하는데 대하여, 정보경찰은 국가의 안전을 주된 목적으로 한다.
2) 활동지침: 일반경찰은 사후관리적 소극행정의 기능을 수행하여 범죄성립을 전제로 한 진압적활동인데 대하여, 정보경찰은 적극적·예방적으로 범죄를 그 성립 이전에 강제로서 예방하고 위해 요소를 사전에 제거함을 활동지침으로 한다.
3) 대상: 일반경찰은 주로 이미 발생한 위해·범죄를 그 활동 대상으로 하지만, 정보경찰은 주로 위해·범죄가 발생하기 전의 그 원인을 활동 대상으로 한다. 따라서 일반경찰의 대상범죄를 침해성적 범죄라고 한다면 정보경찰의 대상범죄는 위태성적 범죄라고 볼 수 있다.
4) 보호법익: 일반경찰의 보호법익은 개인의 생명·신체·재산의 안전인데 대하여, 정보경찰의 보호법익은 국가의 안전이다.
② 수단상의 특징
1) 업무의 비공개성: 정보경찰의 업무는 국가안보와 관련이 있으므로 비밀리에 수행되어야 목적을 달성할 수 있다. 따라서 정보활동의 내용은 비공개를 원칙으로 한다.
2) 신분의 비노출성: 일반경찰은 국민의 협조를 받아야 할 경우가 대부분이기 때문에 그 신분을 노출하여야 업무수행이 용이하지만, 정보경찰은 신분이 노출될 경우 업무수행이 곤란한 경우가 많다.
3) 업무과정의 불법성: 정보활동에서는 첩보수집과정이나 목적실현 과정에서 국민에게 보장되어 있는 기본권을 침해하는 경우라도 국가안전보호를 위하여 상당성이 있을 때에는 국민의 기본권 침해를 무릅쓰는 업무 수행이 인용된다. 예컨대 비밀도청, 미행감시, 신문, 우편검열 등 비밀공작일반 등이 인용되는 것이다. 다만 불법성은 국민의 권리라는 입장에서 경찰비례의 원칙에 대한 필요한 최소한도에 국한되어야 한다.

## 관련 대중매체

### 영화
- 감시자들
- 신세계(영화)
- 무간도
- 디파티드
- 폴리스 스토리